# Tundra de Rusia noroccidental y Nueva Zembla
La tundra de Rusia noroccidental y Nueva Zembla es una ecorregión de la ecozona paleártica, definida por WWF, situada en el noroeste de Rusia. 

## Descripción
Es una ecorregión de tundra que ocupa 284.200 kilómetros cuadrados en la costa rusa del mar de Barents y el sur de Nueva Zembla.

## Estado de conservación
Vulnerable.